# Démonstration du dernier théorème de Fermat pour les exposants 3, 4 et 5
Pour un article plus général, voir Dernier théorème de Fermat.
En mathématiques, plus précisément en arithmétique modulaire, le dernier théorème de Fermat traite des racines de l'équation diophantienne suivante, d'inconnues {\displaystyle x}, {\displaystyle y} et {\displaystyle z} :
Il affirme qu'il n'existe aucune solution non triviale si le paramètre n est strictement supérieur à 2.
Une équation diophantienne est une équation à coefficients entiers dont les solutions recherchées sont entières. Si, comme dans l'exemple ci-dessus, l'expression est souvent simple, la résolution s'avère en général ardue.
Pierre de Fermat énonce ce résultat dans la marge de son exemplaire du livre Arithmetica de Diophante et y indique qu'il en a trouvé une « démonstration véritablement merveilleuse ».
Il est peu probable qu'une démonstration accessible à Fermat existe. En effet, il fallut de nombreuses tentatives ainsi que près de 350 ans d'efforts pour qu'une preuve en soit donnée en 1994, par Andrew Wiles.

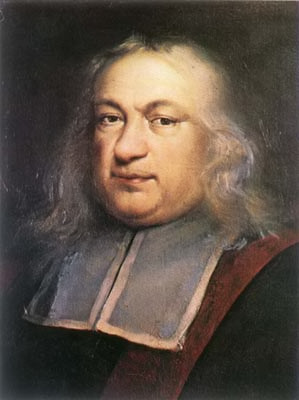
Pierre de Fermat.

## Généralités et cas élémentaires

### Remarques
Si l'un des trois entiers x, y ou z est nul, alors l'équation devient évidente ; de telles solutions sont dites triviales. L'objectif est donc la recherche d'un triplet solution tel que le produit xyz soit non nul.
L'équation est homogène, c'est-à-dire que pour une valeur n donnée, si le triplet (x, y, z) est solution, alors (ax, ay, az) est aussi solution. En conséquence, les seules racines recherchées sont les triplets d'entiers premiers entre eux dans leur ensemble.
Pour toute solution, le PGCD de deux quelconques des trois entiers est un diviseur du troisième. Les racines auxquelles on s'est restreint sont donc les triplets (x, y, z) tels que (par exemple) x et y soient premiers entre eux.
Si l'équation n'admet pas de solution pour une valeur p du paramètre, alors il n'existe pas de solution pour toute valeur n multiple de p. En effet, si l'on note n = pq alors l'équation s'écrit :
{\displaystyle \left(x^{q}\right)^{p}+\left(y^{q}\right)^{p}=\left(z^{q}\right)^{p}.}
En conséquence, les valeurs à traiter sont celles où n est un nombre premier. Il est toutefois à noter l'unique exception, correspondant au cas n = 2, cas dans lequel des solutions existent ; il est donc nécessaire d'étudier aussi le cas n = 4 (ce qui réglera le cas des nombres composés puissances de 2, puisqu'ils sont de la forme 4 × 2k avec k ⩾ 0).

### Résultats sans appel à la théorie des nombres
Quelques résultats se démontrent sans concepts supplémentaires. Le cas n = 2, traité à la suite, est simple et date de l'Antiquité. Celui où n est égal à 4 se démontre de manière un tout petit peu moins élémentaire. Les cas restants sont ceux où n est premier différent de 2. Il existe une démonstration qui n'utilise pas les entiers d'Eisenstein pour le cas n = 3 ; elle est néanmoins suffisamment astucieuse et difficile pour que le mathématicien Leonhard Euler ne propose qu'une démonstration inexacte.
Les autres cas sont techniques ; l'utilisation d'entiers algébriques est indispensable. Le premier terme est bien une identité remarquable : xn + yn est en effet un multiple de x + y si n n'est pas une puissance de 2. Cependant, cette remarque est largement insuffisante pour conclure, ne serait-ce que pour un exposant.

Le théorème de Pythagore: a + b = c

### Cas oùnest égal à deux
Le cas n = 2 possède une interprétation géométrique. Il correspond aux longueurs entières des trois côtés d'un triangle rectangle.
Ce cas est connu depuis la plus haute Antiquité. Ainsi, les Sumériens connaissaient quelques exemples de solutions. La solution complète apparaît pour la première fois dans le livre X des Éléments d'Euclide vers 300 av. J.-C.
Ce cas est l'unique exception du théorème (si l'on omet le cas n = 1). En effet, pour n = 2, il existe des solutions non triviales, appelées les triplets pythagoriciens, comme la solution (3, 4, 5). En conséquence, il devient important de considérer le cas n = 4, pour démontrer qu'il n'existe pas d'autre puissance de 2 admettant des solutions non triviales.

### Cas oùnest égal à quatre
Dans tout l'œuvre mathématique laissé par Fermat, on ne trouve qu'une démonstration : la preuve de ce cas, sous une formulation différente. Il démontre en effet qu'il n'existe aucun triplet pythagoricien (x, y, z) tel que xy/2 soit un carré d'entier, ce qu'il exprime par « l'aire d'un triangle rectangle en nombres ne peut être un carré ». Comme ce résultat équivaut à l'absence de solutions entières non triviales pour l'équation a4 – b4 = c2, le cas n = 4 en est un corollaire immédiat. Pour cette raison, on considère très généralement que Fermat a démontré ce cas,.
La méthode utilisée est celle de la descente infinie. Elle consiste à trouver un autre triplet solution dont le troisième entier est positif et strictement plus petit que celui de la solution initiale. Il est ainsi possible de descendre indéfiniment dans l'ensemble des entiers positifs, ce qui est contradictoire avec les propriétés de ℕ.
Deux preuves complètes et nouvelles proviennent de Leonhard Euler ; elles sont aussi fondées sur la méthode de la descente infinie. Il en existe d'autres, par exemple utilisant la notion d'entiers de Gauss. 

## Entier quadratique
Une fois analysé le cas des puissances de 2, le théorème devient singulièrement plus complexe à établir. Il existe encore trois démonstrations, pour les cas n = 3, 5 et 7, fondées sur le même canevas et usant de la méthode de descente infinie.
Pour pouvoir l'appliquer, une idée fructueuse consiste à « modifier » l'ensemble sur lequel s'applique l'équation. Il est possible de généraliser le théorème de Fermat sur tout ensemble E muni de deux opérations, l'addition et la multiplication. Les opérations sur E doivent disposer d'un minimum de propriétés, lui conférant une structure appelée anneau. Cette idée est un peu contre-intuitive : si la résolution se révèle déjà ardue dans ℤ, l'anneau des entiers relatifs, la question ne devient-elle pas encore plus délicate sur un anneau quelconque ? En fait, l'objectif est de choisir E disposant des bonnes propriétés pour que la résolution soit plus aisée.
Cet anneau est choisi :
- commutatif ;
- intègre, c'est-à-dire que si un produit ab est égal à 0 alors a ou b est nul ;
- factoriel, ce qui signifie que tout élément non nul et non inversible se décompose en un produit d'éléments premiers de l'anneau, comme –12 est, dans ℤ, le produit de –3, 2 et 2 ;
- et tel que tout élément inversible possède une racine n-ième.

Sur un tel anneau, correspondant par exemple à celui des polynômes à coefficients complexes, Augustin Louis Cauchy met au point une méthode générale de résolution.
La difficulté réside dans le fait que ℤ ne contient pas de racine n-ième de l'unité à l'exception de 1 et –1. L'usage d'autres anneaux contenant ℤ devient intéressant. Les plus simples correspondent à des ensembles ℤ[ω] d'entiers quadratiques c'est-à-dire des nombres de la forme a + bω où a et b sont des entiers relatifs et ω un nombre complexe tel que ω2 soit combinaison linéaire de ω et de 1 à coefficients dans ℤ, ce qui assure la stabilité de l'ensemble. Certains de ces ensembles contiennent des racines n-ième de l'unité. Tel est le cas si ω est la racine cubique de l'unité j = (1 + i√3)/2 ou le nombre d'or (1 + √5)/2. De plus, ces anneaux sont dits euclidiens, c'est-à-dire qu'il existe une division euclidienne. Et tout anneau euclidien est factoriel. Ils permettent de résoudre les cas n = 3 ou 5. Une approche un peu analogue permet encore de résoudre le cas n = 7.
L'efficacité des anneaux quadratiques s'arrête là. Dans le cas général, ils ne sont ni euclidiens ni factoriels, ce qui impose la mise au point d'autres idées.

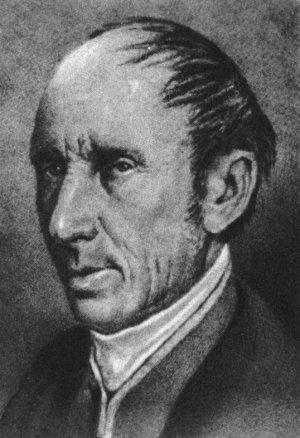
Augustin Louis Cauchy.

### Cas de l'anneau des polynômes à coefficients complexes
On recherche ici à résoudre l'équation :
Ici x, y et z représentent trois polynômes à coefficients complexes. Pour les raisons indiquées au paragraphe précédent, cette question est finalement beaucoup plus facile que celle de Fermat. Elle est résolue en 1847 par Cauchy après la résolution des cas n = 3, 5 et 7 et avant la percée majeure de Ernst Kummer. Le résultat s'énonce de la manière suivante :
- Soit p, q, r trois polynômes à coefficients complexes et n un entier strictement plus grand que 2, si pn + qn = rn et si p et q sont premiers entre eux, alors les trois polynômes p, q et r sont constants.

Deux polynômes à coefficients complexes sont premiers entre eux si, et seulement si, les seuls polynômes qui divisent les deux sont les constantes. Cette résolution est plus simple que les trois cas précédents car la complexité calculatoire est moindre. La démarche est néanmoins très similaire. Les polynômes à coefficients complexes forment un anneau commutatif unitaire et intègre équipé d'une division euclidienne. Une démarche de nature arithmétique est ainsi possible. Il existe un équivalent de la notion de nombre premier, celle de polynôme irréductible (c'est-à-dire non constant et divisible uniquement par lui-même et par 1, à la multiplication par un nombre complexe près) et unitaire (c'est-à-dire de coefficient du terme de plus haut degré égal à 1). Le théorème fondamental de l'arithmétique s'applique, c'est-à-dire qu'il existe une décomposition en facteurs premiers, ainsi que l'identité de Bézout ou le lemme d'Euclide. Les démonstrations présentées dans cet article pour les cas n égal à 3 ou 5 sont choisies dans le cadre d'un anneau euclidien.
La démonstration est ici largement simplifiée par le fait que dans l'anneau des polynômes à coefficients complexes, tout élément inversible (c'est-à-dire tout polynôme constant non nul) admet une racine n-ième.

### Cas oùnest égal à trois

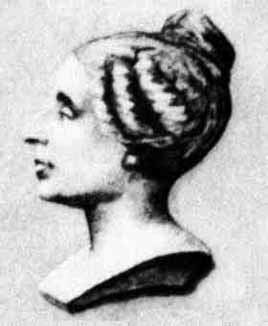
Sophie Germain.

Le cas  n = 3 est plus complexe. Euler écrit à Goldbach en 1753, lui indiquant qu'il l'a résolu. La seule preuve qu'il ait publiée, en 1770 dans son Algebra, est cependant incomplète, sur un point crucial. Euler est assez confus à cet endroit, mais il semble bien que l'argument qu'il utilise implicitement soit erroné, et il n'est jamais revenu dessus ultérieurement. Cependant la preuve, si elle n'est pas facile à corriger, peut l'être par des méthodes qu'Euler avait utilisées pour d'autres propositions de Fermat. Il est même possible qu'Euler ait eu en 1753 une démonstration correcte, puis qu'il ait voulu utiliser ensuite un argument plus élégant, celui utilisant les nombres complexes décrit ensuite,.
Pour sa démonstration, il étudie des nombres dont le cube est de la forme p2 + 3q2 avec p et q premiers entre eux. Pour cela, il utilise une méthode originale pour l'époque : il décompose p2 + 3q2 = (p + i√3q)(p – i√3q) et cherche les nombres de la forme a + ib√3 dont le cube est p + i√3q : en termes modernes, il travaille dans l'anneau ℤ[i√3]. Le résultat qu'il obtient passe au conjugué p – i√3q. Il en déduit son résultat en affirmant que si p2 + 3q2 est un cube, p + i√3q et p – i√3q également, du fait que p et q sont premiers entre eux, donc — dit-il — p + i√3q et p – i√3q aussi. On démontre facilement pour les entiers ordinaires que si le produit de deux nombres premiers entre eux est un cube, alors chacun d'entre eux en est un, par exemple par le lemme d'Euclide ou encore plus simplement par l'unicité de la décomposition en facteurs premiers. Il se trouve que c'est encore juste pour ℤ[i√3] mais pour des raisons différentes. Euler ne donne pas d'argument mais, d'après le reste de son livre, il semble bien que sa conviction repose sur une analogie avec les entiers. Or 2 × 2 = (1 + i√3)(1 – i√3) : il n'y a pas unicité (même à produit près par des inversibles) de la décomposition en irréductibles dans ℤ[i√3].
Gauss produisit une preuve (publiée après sa mort) par descente infinie comme Euler mais correcte et plus simple, en raisonnant dans l'anneau ℤ[j] des entiers d'Eisenstein (j désigne une racine cubique non triviale de l'unité). C'est peut-être (entre autres) ce succès qui lui fit dénigrer la conjecture de Fermat, qu'il classe parmi les nombreux énoncés faciles à proposer mais trop généraux pour être démontrés ou réfutés.
L'anneau ℤ[j] est factoriel — contrairement au sous-anneau ℤ[2j] = ℤ[i√3] — c'est-à-dire que dans cet anneau, la décomposition en irréductibles est unique (à produit près par des inversibles). En effet, on démontre dans ℤ[j] l'équivalent du lemme d'Euclide, à savoir que tout irréductible est un élément premier, appelé nombre premier d'Eisenstein. L'utilisation d'anneaux d'entiers algébriques bien choisis est une des techniques majeures du XIXe siècle pour la résolution du théorème pour certains exposants. Lorsqu'ils ne sont pas factoriels, d'autres techniques doivent être adjointes.

### Théorème de Sophie Germain
La démarche permettant de résoudre le cas où n est égal à trois ne se généralise pas aux valeurs plus grandes de n. En effet, l'anneau des entiers algébriques associé aux racines n-ièmes de l'unité n'est en général pas factoriel. Le raisonnement arithmétique du cas précédent n'est donc plus opérationnel.
Durant la première décennie du XIXe siècle, Sophie Germain donne une condition suffisante sur l'entier n, supposé ici premier, pour que si le triplet (x, y, z) est une solution de l'équation de Fermat alors au moins l'un des trois entiers x, y, z soit divisible par le carré de n. Cette condition est trivialement vérifiée par tous les nombres premiers auxquels on a donné son nom, comme 3 et 5 (accessoirement, Sophie Germain montre qu'elle est même vérifiée pour tout nombre premier inférieur à 100). Ses recherches en amont de ce théorème, restées méconnues, étaient sous-tendues par une nouvelle stratégie d'attaque de la conjecture.

### Cas oùnest égal à cinq

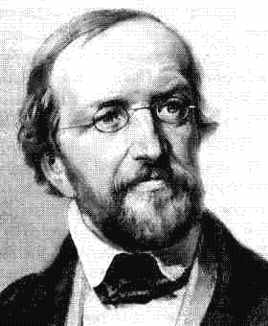
Dirichlet.

Le théorème de Fermat est alors célèbre. Tous les efforts se concentrent sur le cas n = 5. Dans ce cas, il faut montrer qu'il n'existe pas de triplet (x, y, z) d'entiers non nuls et premiers entre eux tel que x5 + y5 = z5. S'il en existe, l'un des trois entiers (et un seul) est évidemment pair mais aussi, d'après le théorème de Sophie Germain, l'un des trois (et un seul) est divisible par 5. On doit donc distinguer deux cas, selon que le même x, y ou z est divisible par 2 et 5 ou non. Cependant, malgré l'implication de nombreux membres de la communauté mathématique, plus de quinze ans s'écoulent sans progrès notable. En 1825, Lejeune Dirichlet devient immédiatement célèbre, en résolvant le premier cas.
En juillet 1825, Lejeune Dirichlet soumet à l'Académie des sciences une preuve incomplète du cas n = 5, qu'il complète en novembre par une méthode entièrement analogue,, tout en constatant qu'entre-temps, Legendre, l'un de ses deux rapporteurs, a publié lui aussi une démonstration complète, utilisant les mêmes techniques,,,.
Les deux démonstrations utilisent des techniques semblables à celle du cas n = 3. Elles se fondent elles aussi sur les propriétés de divisibilité d'un anneau d'entiers bien choisi. Cette fois-ci, cependant, à la différence du cas n = 3, l'anneau considéré est l'anneau des entiers d'un corps quadratique réel : le sous-corps quadratique du 5e corps cyclotomique ℚ(√5). La structure du groupe des unités devient de ce fait plus complexe. Sa compréhension revient à l'analyse d'une autre équation diophantienne dite de Pell-Fermat, étudiée par Euler. Les travaux de Lagrange sur les fractions continues fournissent les outils nécessaires à l'élucidation de cette structure. Cet anneau des entiers de ℚ(√5) permet d'établir le lemme clé de la démonstration.
À la différence des travaux de Gauss et d'Eisenstein sur le cas n = 3, aucune percée théorique majeure n'est réalisée pour la résolution de ce cas. L'anneau associé est toujours euclidien et donc factoriel, les arithmétiques utilisées sont de même nature que les précédentes. Des preuves analogues permettent d'ailleurs de montrer que d'autres équations du cinquième degré, proches de celles de Fermat, sont aussi impossibles.
La preuve repose sur le lemme clé suivant, démontré dans le paragraphe « Dernier théorème de Fermat pour l'exposant 5 » de l'article détaillé :

Si deux entiers a et b, premiers entre eux et de parités différentes, sont tels que a2 – 5b2 soit une puissance cinquième et b soit divisible par 5, alors il existe deux entiers c et d tels que a + b√5 = (c + d√5)5.